# An der Königheimer Straße
An der Königheimer Straße ist ein in der Kernstadt Tauberbischofsheim aufgegangener Wohnplatz im Main-Tauber-Kreis im fränkisch geprägten Nordosten Baden-Württembergs.

## Geographie

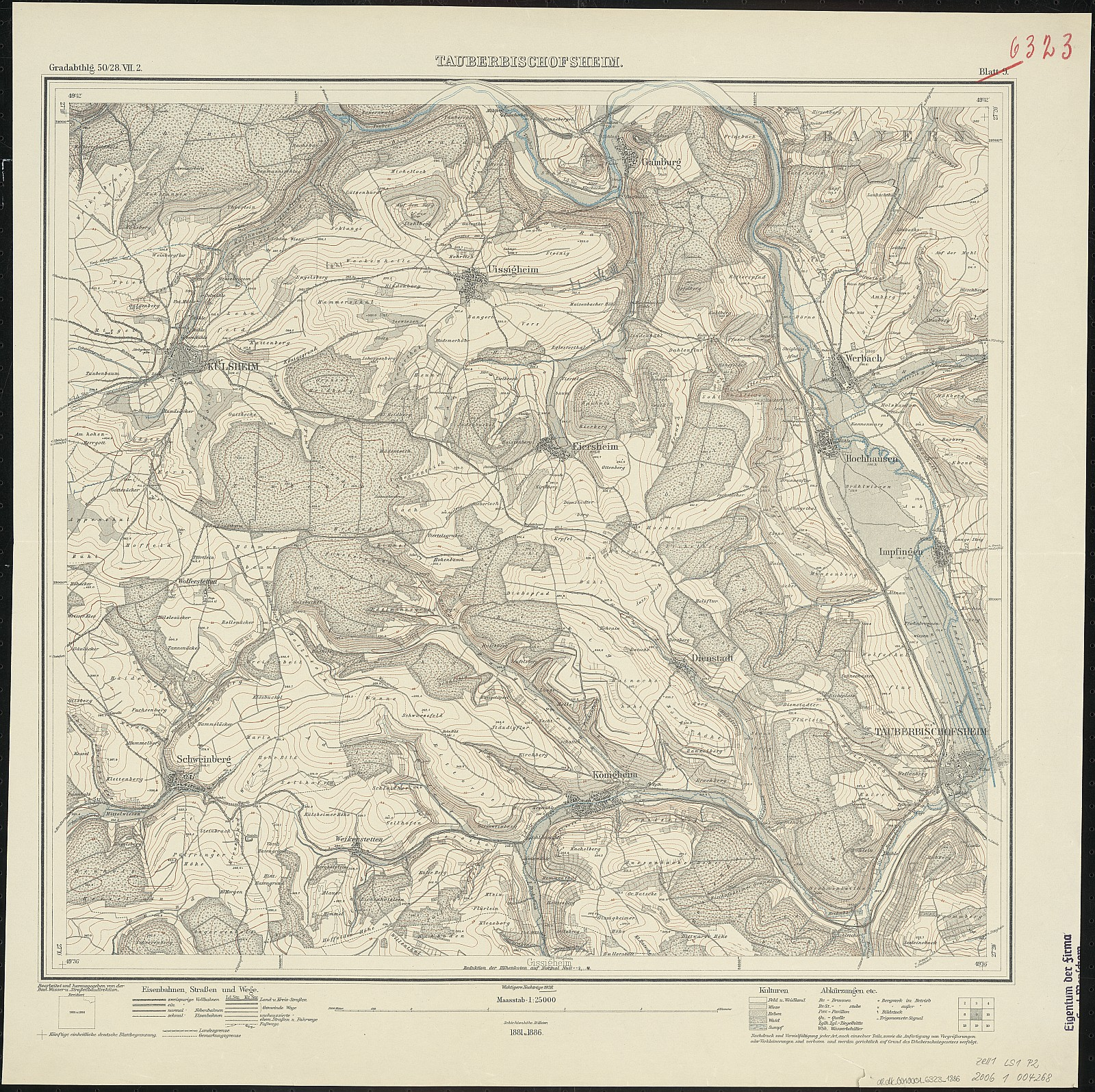
Meßtischblatt Nr. 6323 „Tauberbischofsheim“ von 1928 mit dem damals nur teilweise besiedelten Wohnplatz

Der Wohnplatz befindet sich südwestlich der Kernstadt am linken Rand des Brehmbachtals. Der Wohnplatz erhielt seinen Namen durch die Lage am alten Hauptverbindungsweg von der Stadt Tauberbischofsheim in Richtung der Gemeinde Königheim. So erstreckt sich der Wohnplatz am Ortsausgang von Tauberbischofsheim brehmbachtalaufwärts beidseitig an der namengebenden Königheimer Straße.

## Geschichte
Auf dem Messtischblatt Nr. 6323 „Tauberbischofsheim“ von 1928 war der Ort an der Königheimer Straße noch nicht durchgängig besiedelt. Damals bestanden vor Ort nur wenige Gebäude, unter anderem – brehmbachtalaufwärts aus Richtung der Kernstadt Tauberbischofsheim kommend – eine Kapelle, eine Sägmühle und eine weitere Mühle. Erst mit dem Bau der B 27 bestand eine neue Hauptverbindung von Tauberbischofsheim in Richtung Königheim und der Wohnplatz wurde in der Folge durchgängig besiedelt. Heute liegen die Gebäude nicht mehr von der restlichen Kernstadt getrennt und der Ort gilt daher als aufgegangener Wohnplatz.

## Kulturdenkmale
An der Königheimer Straße befinden sich mehrere Baudenkmäler und Kleindenkmale. Der Tauberbischofsheimer Kreuzweg beginnt am Wohnplatz und führt bis zur Stammbergkapelle.

Bildstöcke am Wohnplatz an der Königheimer Straße
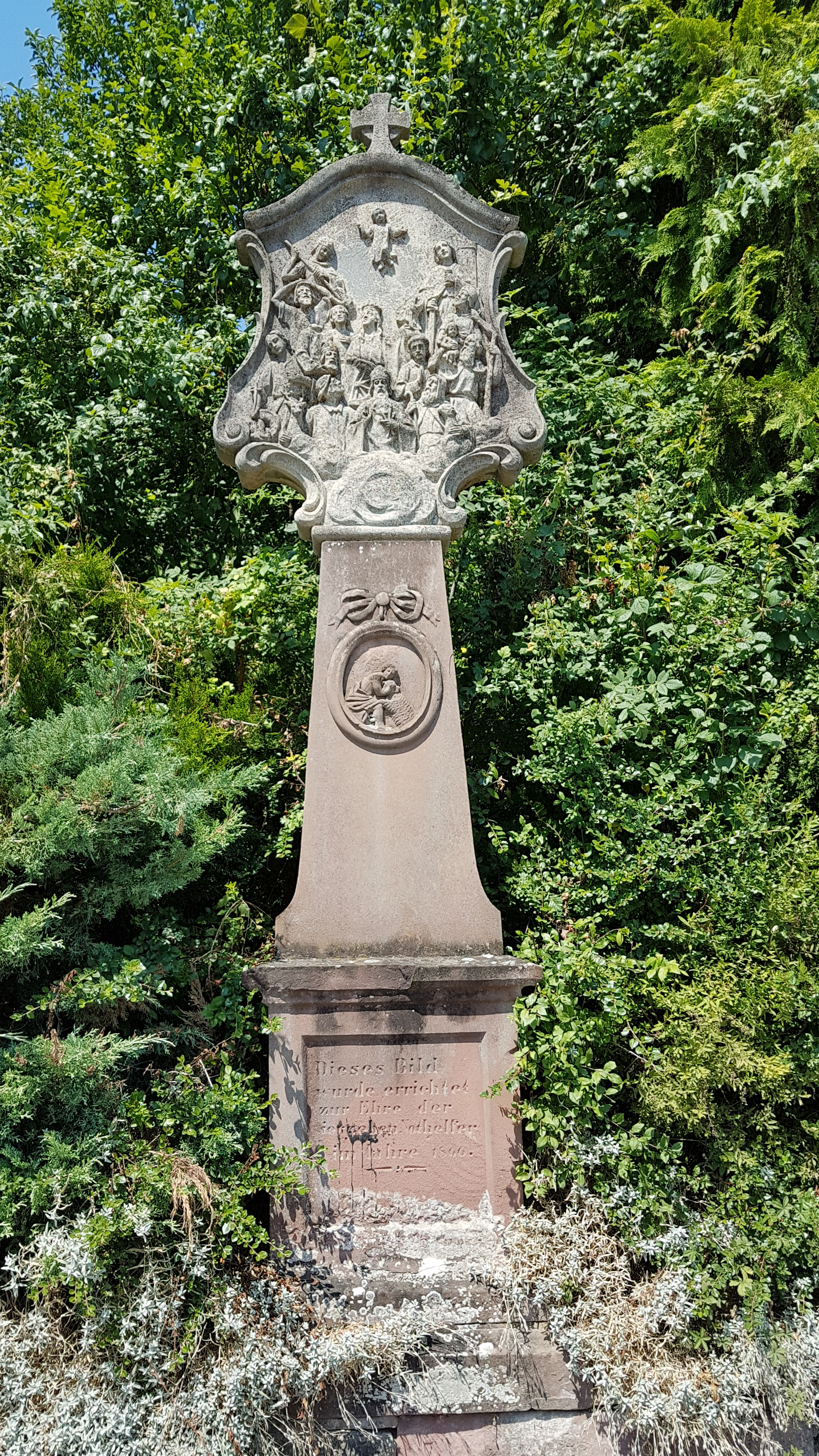
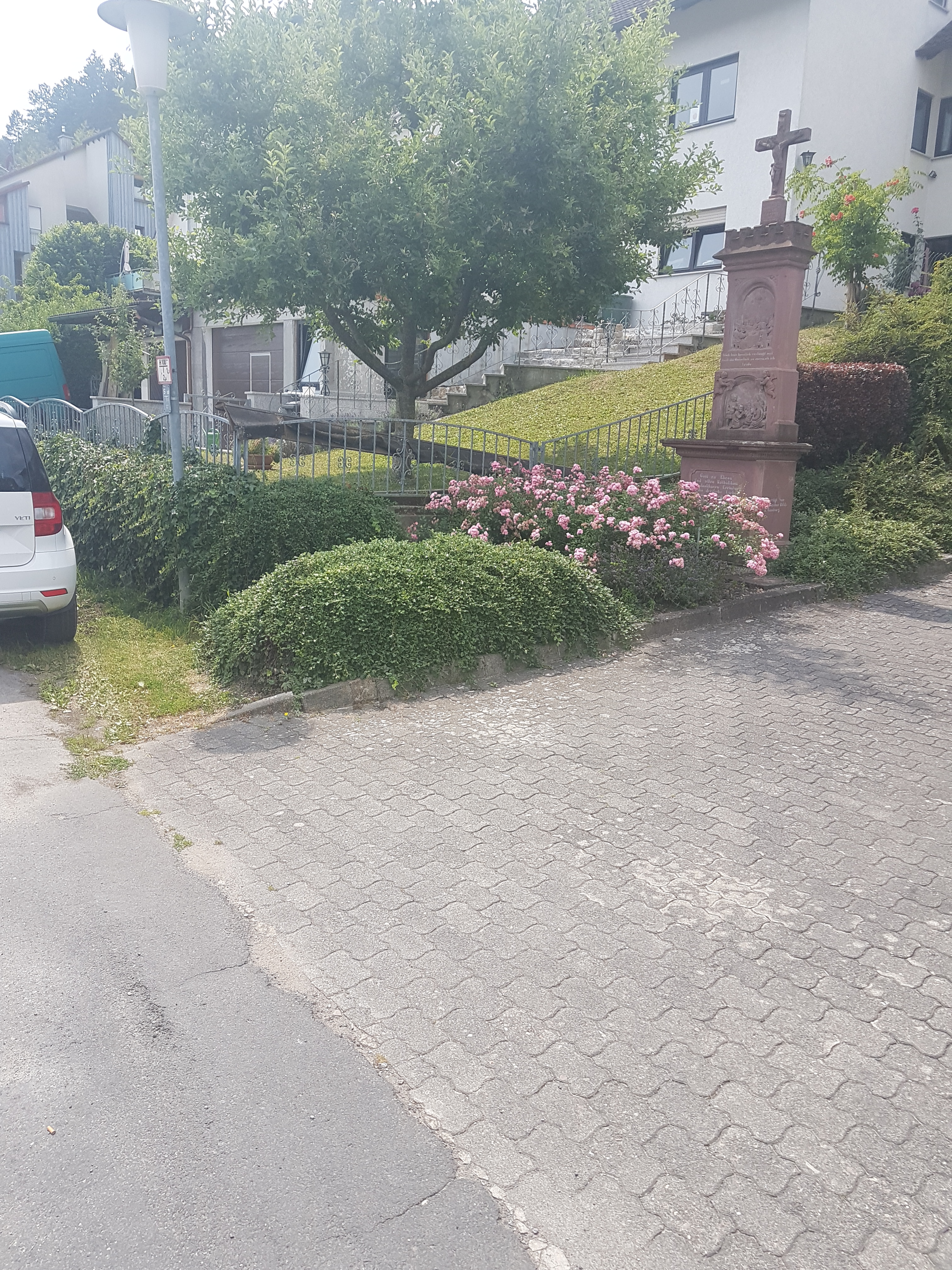
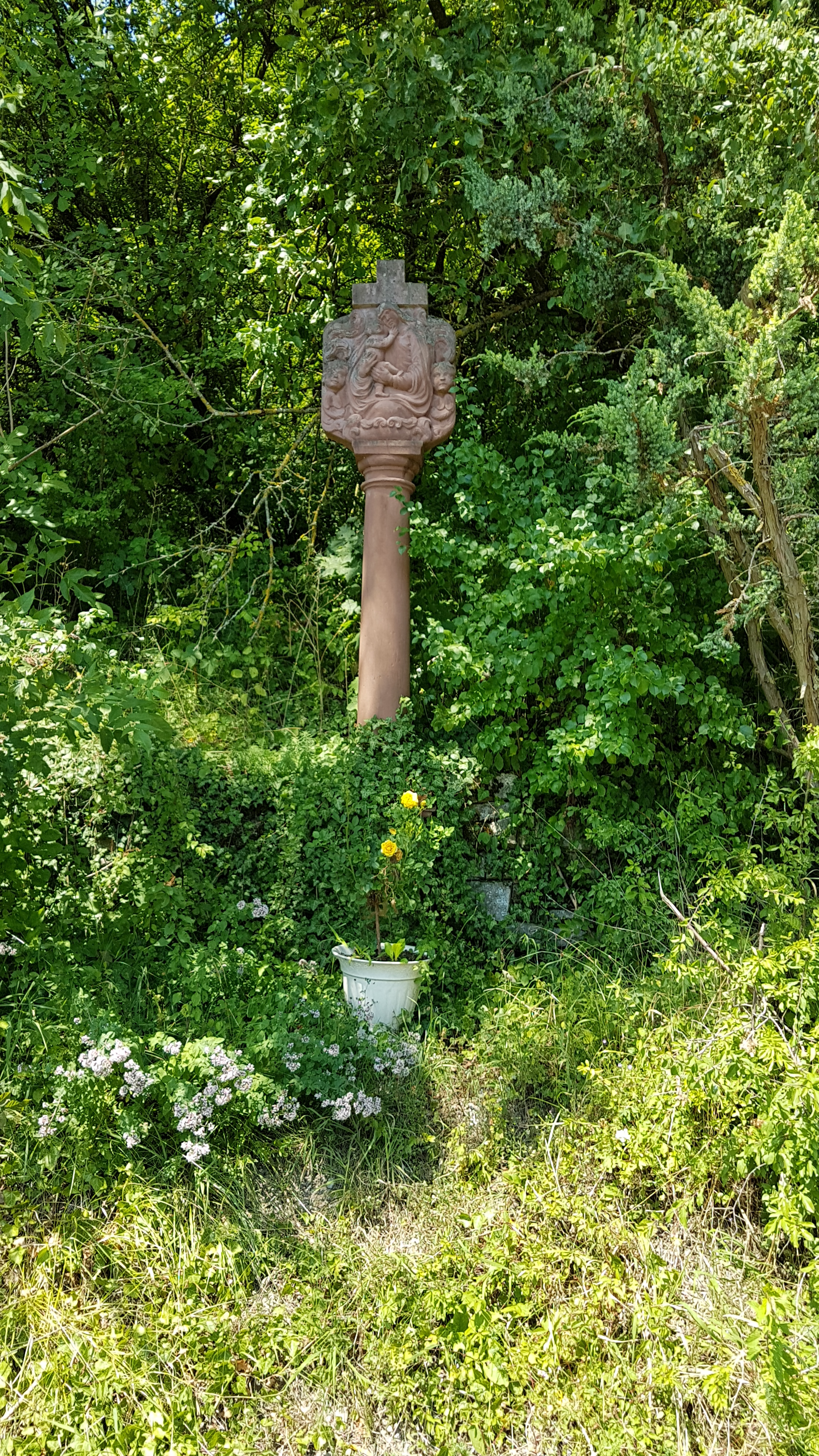
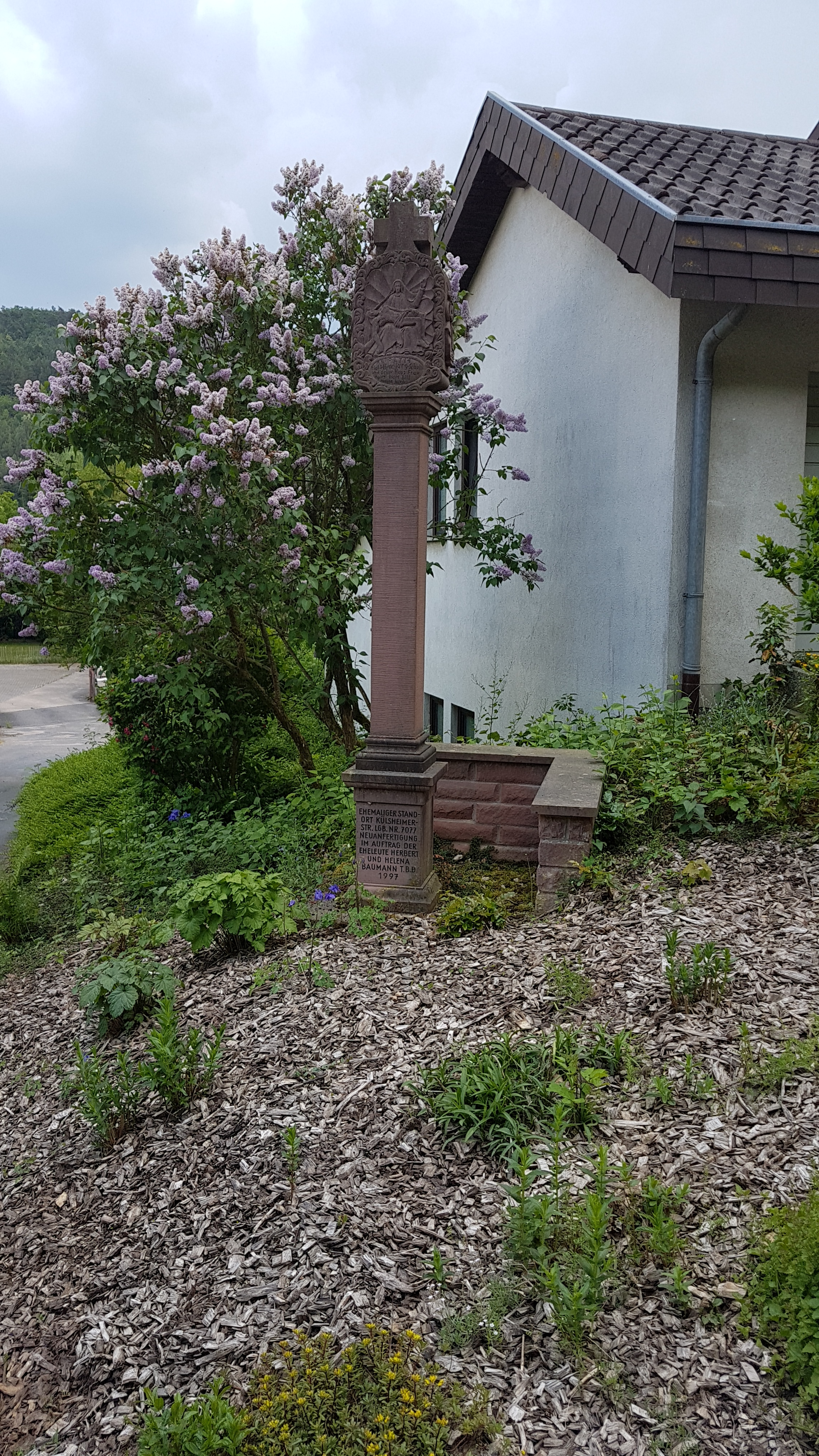
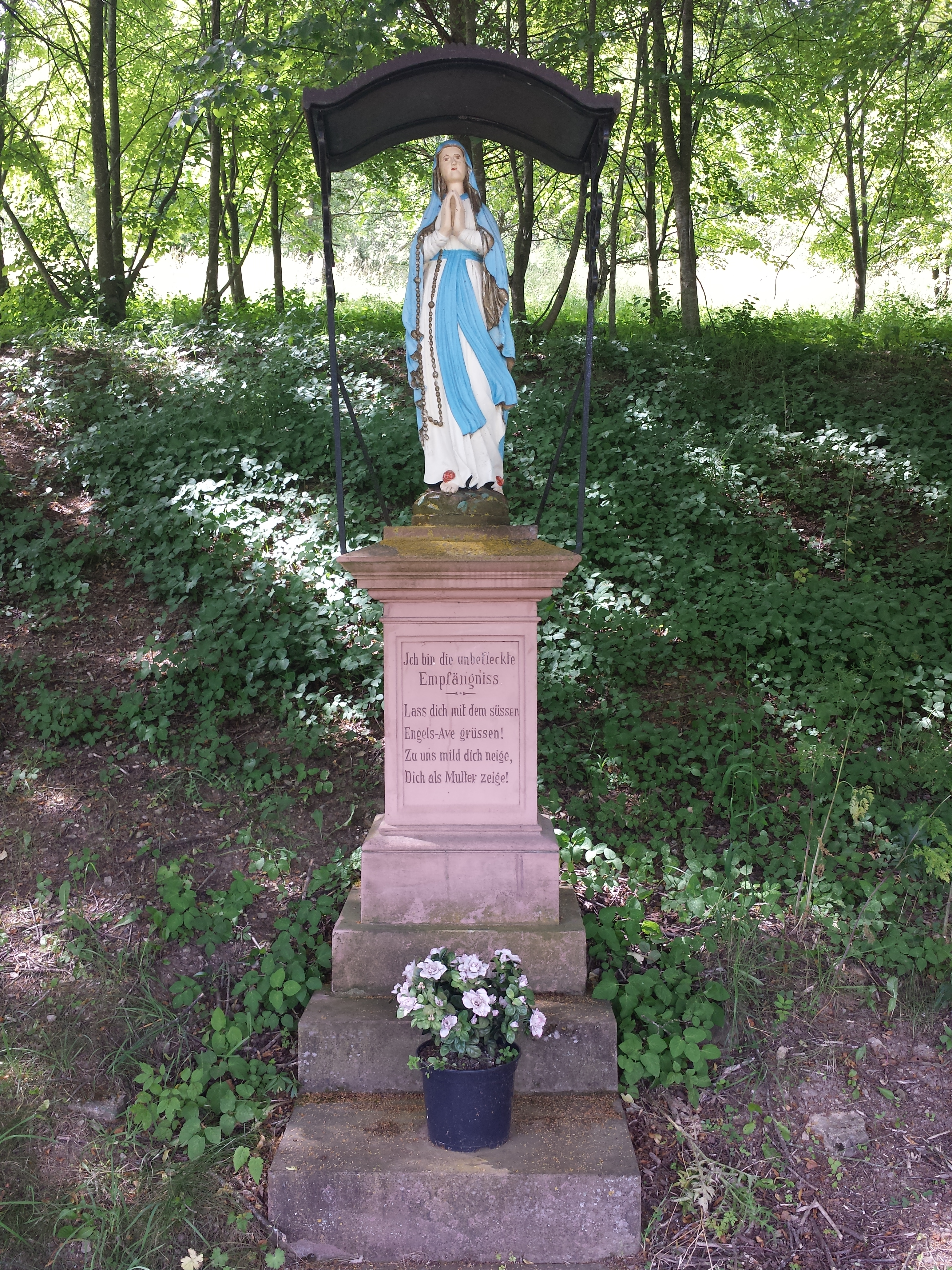

## Verkehr
Der Wohnplatz liegt an der gleichnamigen Königheimer Straße. Vor dem Bau der B 27 (von Blankenburg über Tauberbischofsheim bis Schaffhausen) war die Königheimer Straße der Hauptverbindungsweg von Tauberbischofsheim nach Königheim. Seitdem ist der Verkehr nur noch für Anwohner frei.